# Valdelinares

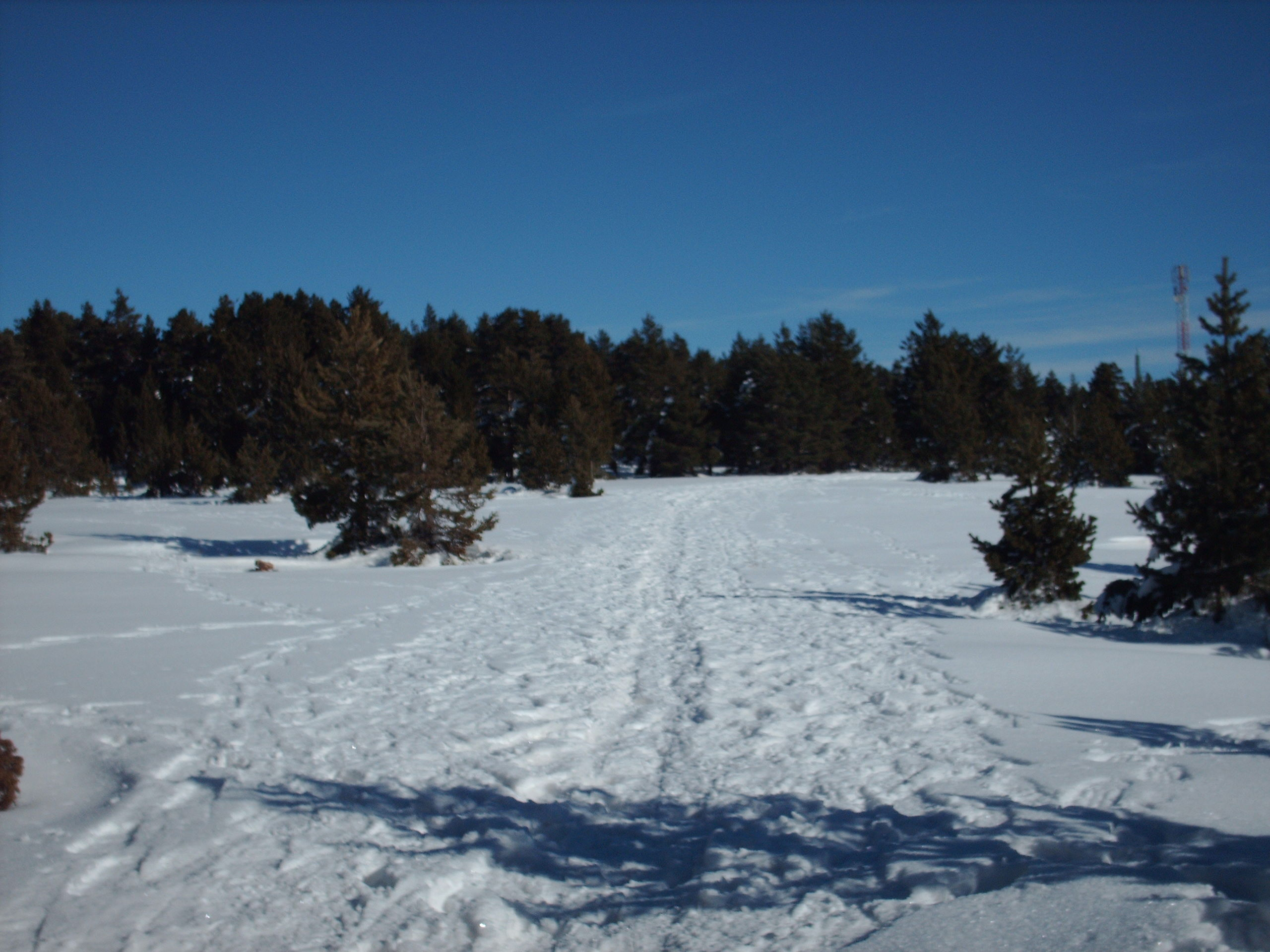
In Valdelinares sono abbondanti foreste di pino nero

Valdelinares è un comune spagnolo di 87 abitanti situato nella comunità autonoma dell'Aragona.
Valdelinares, trovandosi a 1.695 m s.l.m., è il comune più alto della Spagna e il suo clima è d'alta montagna, con tanta neve in inverno, in modo da poter praticare sport invernali nella splendida località di Aramón, situata a 7 km., mentre nei mesi estivi vi si possono praticare diverse attività all'aria aperta.